# Росанув
Росанув (пол. Rosanów) — село в Польщі, у гміні Зґеж Зґерського повіту Лодзинського воєводства.
Населення — 879 осіб (2011).

## Демографія
Демографічна структура станом на 31 березня 2011 року:
|          | Загалом | Допрацездатний вік | Працездатний вік | Постпрацездатний вік |
| -------- | ------- | ------------------ | ---------------- | -------------------- |
| Чоловіки | 461     | 95                 | 316              | 50                   |
| Жінки    | 418     | 76                 | 248              | 94                   |
| Разом    | 879     | 171                | 564              | 144                  |